# FTA
FTA — аббревиатура английского словосочетания free-to-air, что означает «бесплатно (свободно) вещаемый в эфире».
Эта аббревиатура и словосочетание используется для цифровых бесплатных, не закодированных и открытых для приёма каналов телевизионного и радиовещания, без применения системы условного доступа цифрового эфирного наземного телевидения в стандартах DVB-T, DVB-T2 и цифрового спутникового телевидения в стандартах DVB-S, DVB-S2.
В России все цифровые эфирные наземные каналы первого мультиплекса РТРС-1 и второго мультиплекса РТРС-2 являются FTA-каналами.
Для приёма FTA-каналов цифрового эфирного наземного телевидения и цифрового спутникового телевидения подойдёт любой ресивер (ТВ-приставка) или телевизор со встроенным цифровым тюнером (декодером) без применения CAM-модулей и смарт-карт.
Для приёма FTA-каналов цифрового эфирного наземного телевидения необходима эфирная антенна.
Для приёма FTA-каналов цифрового спутникового телевидения необходимы спутниковая антенна и конвертер.
Для настройки на тот или иной FTA-канал с уже установленным и правильно подобранным спутниковым оборудованием не нужно знать ничего, кроме:
- координат спутника, с которого планируется принимать этот канал,
- частоты транспондера, поляризации,
- кода коррекции ошибок (не всегда, так как большинство ресиверов автоматически определяют его),
- символьной скорости потока, на которой вещает этот канал.